# Orgilus gramineus
Orgilus gramineus är en stekelart som beskrevs av Muesebeck 1970. Orgilus gramineus ingår i släktet Orgilus och familjen bracksteklar. Inga underarter finns listade i Catalogue of Life.